# Omer Damari
Omer Damari (Rishon LeZion, 24 de marzo de 1989) es un exfutbolista israelí que jugaba en la demarcación de delantero. Desde junio de 2021 es entrenador del equipo sub-17 del Hapoel Tel Aviv.

## Selección nacional
Durante la temporada 2010-11 de la Ligat ha'Al, Damari marcó quince goles, siendo así seleccionado por primera vez por la selección de fútbol de Israel. El 17 de noviembre de 2010, hizo su debut con el combinado en un partido amistoso contra Islandia, marcando dos goles. En 2014, el seleccionador Eli Guttman le convocó para disputar la clasificación para la Eurocopa 2016.

### Goles internacionales
| # | Fecha                   | Estadio                                                        | Oponente             | Gol | Resultado | Competición                         |
| - | ----------------------- | -------------------------------------------------------------- | -------------------- | --- | --------- | ----------------------------------- |
| 1 | 17 de noviembre de 2010 | Bloomfield Stadium, Tel Aviv, Israel                           | Islandia             | 1–0 | 3–2       | Amistoso                            |
| 2 | 17 de noviembre de 2010 | Bloomfield Stadium, Tel Aviv, Israel                           | Islandia             | 2–0 | 3–2       | Amistoso                            |
| 3 | 14 de noviembre de 2012 | Teddy Stadium, Jerusalén, Israel                               | Bielorrusia          | 1–0 | 1–2       | Amistoso                            |
| 4 | 1 de junio de 2014      | BBVA Compass Stadium, Houston, Estados Unidos                  | Honduras             | 3–1 | 4–2       | Amistoso                            |
| 5 | 10 de octubre de 2014   | GSP Stadium, Nicosia, Chipre                                   | Chipre               | 1–0 | 2–1       | Clasificación para la Eurocopa 2016 |
| 6 | 13 de octubre de 2014   | Estadio Comunal de Andorra la Vieja, Andorra la Vieja, Andorra | Andorra              | 1–0 | 4–1       | Clasificación para la Eurocopa 2016 |
| 7 | 13 de octubre de 2014   | Estadio Comunal de Andorra la Vieja, Andorra la Vieja, Andorra | Andorra              | 2–1 | 4–1       | Clasificación para la Eurocopa 2016 |
| 8 | 13 de octubre de 2014   | Estadio Comunal de Andorra la Vieja, Andorra la Vieja, Andorra | Andorra              | 3–1 | 4–1       | Clasificación para la Eurocopa 2016 |
| 9 | 16 de noviembre de 2014 | Sammy Ofer Stadium, Haifa, Israel                              | Bosnia y Herzegovina | 2–0 | 3–0       | Clasificación para la Eurocopa 2016 |

## Clubes
| Club                        | País           | Año       | Partidos | Goles |
| --------------------------- | -------------- | --------- | -------- | ----- |
| Maccabi Petah-Tikvah        | Israel         | 2006-2011 | 146      | 34    |
| Hapoel Tel Aviv FC          | Israel         | 2011-2014 | 135      | 71    |
| FK Austria Viena            | Austria        | 2014      | 15       | 10    |
| RB Leipzig                  | Alemania       | 2015      | 11       | 0     |
| Red Bull Salzburgo (cedido) | Austria        | 2015-2016 | 16       | 4     |
| New York Red Bulls (cedido) | Estados Unidos | 2016      | 6        | 1     |
| Maccabi Haifa FC (cedido)   | Israel         | 2017-2018 | 30       | 4     |
| Hapoel Tel Aviv FC          | Israel         | 2018-2020 | 43       | 6     |

## Palmarés

### Campeonatos nacionales
| Título                | Club               | País    | Año  |
| --------------------- | ------------------ | ------- | ---- |
| Copa de Israel        | Hapoel Tel Aviv FC | Israel  | 2012 |
| Bundesliga de Austria | Red Bull Salzburgo | Austria | 2016 |
| Copa de Austria       | Red Bull Salzburgo | Austria | 2016 |